# Norops biporcatus
Norops biporcatus este o specie de șopârle din genul Norops, familia Polychrotidae, descrisă de Wiegmann 1834.

## Subspecii
Această specie cuprinde următoarele subspecii:
- N. b. parvauritus
- N. b. biporcatus